# Биддисс, Майкл
Майкл Денис Биддисс (англ. Michael Denis Biddiss, род. 1942) — почётный профессор истории Университета Рединга. Специализируется на истории развития расистской идеологии и истории медицины.

## Ранние годы
Майкл Денис Биддисс родился в 1942 году.

## Карьера
Биддисс ранее работал в Даунинг-колледже Кембриджского университета. Он был профессором истории в Университете Рединга с 1979 года (почётный профессор с 2004 года) и был деканом факультета литературы и социальных наук с 1982 по 1985 год. Он был президентом Исторической ассоциации с 1991 по 1994 год. Специализируется на истории развития расистской идеологии.

## Избранные публикации
- The age of the masses: Ideas and society in Europe since 1870. Penguin, 1977. ISBN 0140219870
- Father of racist ideology: The social and political thought of Count Gobineau. Weybright & Talley[англ.], New York, 1970. ISBN 0297000853[3]
- Gobineau: Selected political writings. Jonathan Cape[англ.], London, 1970. (ред. и введение) (Roots of the Right series) ISBN 0224617273
- Thatcherism: Personality and politics. Macmillan, Basingstoke, 1987. (ред. с Kenneth R. Minogue[англ.]) ISBN 0333447247
- Images of race. Leicester University Press, Leicester, 1979. (редактор) ISBN 0718550609
- The uses and abuses of antiquity. Peter Lang, 1999. (ред. с Maria Wyke[англ.]) ISBN 3906761649
- Themes in modern European history, 1890-1945. Routledge, 2009. (ред. с Nicholas Atkin[англ.])
- The Wiley-Blackwell dictionary of modern European history since 1789. Wiley-Blackwell, 2011. (ред. с Nicholas Atkin и Frank Tallett)